# Adelogyrinus
Adelogyrinus simorhynchus es una especie extinta de lepospóndilo que vivió a finales del período Carbonífero en lo que hoy es Escocia. A. simorhynchus  fue nombrado por Watson (1928), siendo asignado por Carroll (1988) al grupo Adelogyrinidae.